# Mark van der Kallen
Mark van der Kallen (12 augustus 1960) is een Nederlands zakenman en voormalig clubeigenaar van ADO Den Haag.

## Persoonlijk
Van der Kallen is getrouwd en heeft drie kinderen. Na een studie bedrijfsrechten werkte Van der Kallen vier jaar voor de vroegere bank NMB. In 1993 begon hij als zelfstandig ondernemer. Hij verdiende zo onder meer zijn geld in de autobranche.

## Zakelijk
In 1989 legde Van der Kallen de basis voor de Thieme GrafiMedia Groep. Tot februari van 2010, toen hij voor vijf ondernemingen binnen Thieme faillissement aanvroeg, was hij algemeen directeur. Bij de aankondiging van de faillissementen trok Van der Kallen zich terug als directeur, maar hield via zijn bedrijf Riva wel een nipte meerderheid van de aandelen (51,7 procent) in handen. Onder zijn leiding groeide Thieme in twintig jaar uit tot de tweede drukker van Nederland. November 2010 werd de groep failliet verklaard. Het faillissement betrof 33 ondernemingen met meer dan 950 arbeidsplaatsen. Er bleef een schuld over van 80 miljoen euro. Een viertal van de ondernemingen binnen Thieme maakt een doorstart.

## ADO Den Haag
Van der Kallen nam eind 2007 ADO Den Haag over en beloofde een mooie toekomst. Hij weerhield de club van een faillissement en de club bleef vanaf het volgende seizoen 2008-2009 telkens in de eredivisie. Onder Van der Kallen begon ADO Den Haag zich zowel financieel als sportief te verbeteren.
Als grootaandeelhouder was Van der Kallen lid van de raad van commissarissen van de Haagse club. Daarnaast hield hij zich bezig met het aantrekken van sponsors en nam hij deel aan de technische commissie die zich onder andere bezighield met het aantrekken van spelers. Vanuit die rol voerde hij ook de onderhandelingen met voetballers en had hij de facto de dagelijkse leiding van ADO in handen.